# Gladiolus watsonioides
Espèce
Classification phylogénétique
Gladiolus watsonioides est une espèce de plante bulbeuse de la famille des Iridaceae.
Cette espèce est originaire d'Afrique, notamment du Kenya et de la Tanzanie.